# بيتا دومانيتش
بيتا دومانيتش (من مواليد 26 مارس 1991) هي لاعبة كرة طائرة كرواتية. تلعب دور مانع وسط في نادي شويرينر الألماني.

## روابط خارجية
- بيتا دومانيتش على موقع الاتحاد الأوروبي (الإنجليزية)
- بيتا دومانيتش على موقع عالم الكرة الطائرة (الإنجليزية)
- بيتا دومانيتش على موقع الدوري الألماني للكرة الطائرة (الألمانية)
- بيتا دومانيتش على موقع دوري الدرجة الأولى الإيطالي للكرة الطائرة - سيدات (الإيطالية)